# Georgina Póta
Georgina Póta je mađarska stolnotenisačica. Počela je igrati stolni tenis s pet godina. Natjecala se na Olimpijskim igrama 2008. i 2012., no bez većih uspjeha.